# Coffea mufindiensis
Coffea mufindiensis är en måreväxtart som beskrevs av John Hutchinson och Diane Mary Bridson. Coffea mufindiensis ingår i släktet Coffea och familjen måreväxter.

## Underarter
Arten delas in i följande underarter:
- C. m. australis
- C. m. lundaziensis
- C. m. mufindiensis
- C. m. pawekiana